# Seznam neapolských králů

Znak Neapolského království

Tento seznam neapolských králů zahrnuje panovníky počínaje rozdělením normanského Sicilského království na ostrovní (Trinacria) a pevninskou část (Mezzogiorno) v roce 1282 až po vznik sjednoceného Italského království v roce 1861. Výraz „Neapolské království“ je moderní označení pevninské části z důvodu rozlišení od té ostrovní. Panovníci obou království se nazývali „králi Sicílie“. 
Králové Trinacrie (Sicílie) jsou uvedeni v hesle Seznam sicilských králů

## Anjouská Neapol
Prvním králem Sicílie byl od roku 1266 Karel I. z Anjou. Jeho hlavní sídlo bylo v Neapoli, na rozdíl od jeho normansko-štaufských předchůdců, kteří sídlili v Palermu. Po vypuknutí Sicilských nešpor v roce 1282 ztratil kontrolu nad Sicílií, kterou ovládl Petr III. Aragonský. Zatímco se tak ostrov dostal pod nadvládu aragonsko-katalánské dynastie, udržel si Karel z Anjou vládu nad pevninou. Jeho syn téhož jména nakonec po mnoha letech bojů uznal ve smlouvě z Caltabellotty roku 1302 rozdělení někdejšího normanského království na ostrovní (Trinacria) a pevninskou část (Mezzogiorno).
Dynastie Anjou byla vedlejší linií francouzské královské dynastie Kapetovců.

## Králové zrodu Kapetovců–větev z Anjou(1282–1442)
| Portrét | Jméno                      | Narození–úmrtí | Období vlády od–do | Rodiče                                    |
| ------- | -------------------------- | -------------- | ------------------ | ----------------------------------------- |
|         | Karel I.                   | 1226–1285      | 1282–1285          | Ludvík VIII. Francouzský Blanka Kastilská |
|         | Karel II. Chromý           | 1254–1309      | 1285–1309          | Karel I. Beatrix Provensálská             |
|         | Robert I. Moudrý           | 1278–1343      | 1309–1343          | Karel II. Chromý Marie Uherská            |
|         | Johana I.                  | 1326–1382      | 1343–1382          | Karel Kalábrijský Marie z Valois          |
|         | Karel III.                 | 1345–1386      | 1382–1386          | Ludvík z Durazza Markéta ze Sanseverina   |
|         | Ludvík I. titulární král   | 1339–1384      | 1382–1384          | Jan II. Francouzský Jitka Lucemburská     |
|         | Ludvík II. titulární král  | 1377–1417      | 1384–1417          | Ludvík I. Marie z Blois                   |
|         | Ladislav I.                | 1376–1414      | 1386–1414          | Karel III. Markéta z Durazza              |
|         | Ludvík III. titulární král | 1403–1434      | 1417–1426          | Ludvík II. Jolanda Aragonská              |
|         | Johana II.                 | 1373–1435      | 1414–1435          | Karel III. Markéta z Durazza              |
|         | René I. Dobrý              | 1409–1480      | 1435–1442          | Ludvík II. Jolanda Aragonská              |

## Králové zrodu Trastámarů(1442–1500)
| Portrét | Jméno                      | Narození–úmrtí | Období vlády od–do | Rodiče                                           |
| ------- | -------------------------- | -------------- | ------------------ | ------------------------------------------------ |
|         | Alfons I. Velkodušný       | 1396–1458      | 1442–1458          | Ferdinand I. Spravedlivý Eleonora z Alburquerque |
|         | Ferdinand I. „Ferrante“    | 1423–1494      | 1458–1494          | Alfons I. Velkodušný Giraldona Karolína          |
|         | Alfons II.                 | 1448–1495      | 1494–1495          | Ferdinand I. Isabella z Chiaromonte              |
|         | Ferdinand II. „Ferrantino“ | 1469–1496      | 1495–1496          | Alfons II. Ippolita Sforzová                     |
|         | Fridrich I.                | 1452–1504      | 1496–1500          | Ferdinand I. Isabella z Chiaromonte              |

## Král zrodu Orléans-Valois(1500–1504)
| Portrét | Jméno       | Narození–úmrtí | Období vlády od–do | Rodiče                       |
| ------- | ----------- | -------------- | ------------------ | ---------------------------- |
|         | Ludvík XII. | 1462–1515      | 1500–1504          | Karel z Valois Marie Klevská |

## Král zrodu Trastámarů(1504–1516)
| Portrét | Jméno                    | Narození–úmrtí | Období vlády od–do | Rodiče                             |
| ------- | ------------------------ | -------------- | ------------------ | ---------------------------------- |
|         | Ferdinand III. Katolický | 1452–1516      | 1504–1516          | Jan II. Aragonský Jana Enríquezová |

## Králové z rodušpanělských Habsburků(1516–1700)
| Portrét | Jméno                      | Narození–úmrtí | Období vlády od–do | Rodiče                                    |
| ------- | -------------------------- | -------------- | ------------------ | ----------------------------------------- |
|         | Karel IV. (císař Karel V.) | 1500–1558      | 1516–1554          | Filip I. Sličný Jana I. Kastilská         |
|         | Filip I.                   | 1527–1598      | 1554–1598          | Karel II. Isabela Portugalská             |
|         | Filip II.                  | 1578–1621      | 1598–1621          | Filip II. Španělský Anna Habsburská       |
|         | Filip III.                 | 1605–1665      | 1621–1665          | Filip III. Španělský Markéta Rakouská     |
|         | Karel V.                   | 1661–1700      | 1665–1700          | Filip IV. Španělský Marie Anna Habsburská |

## Králové zdynastie bourbonské(1700–1713)
| Portrét | Jméno     | Narození–úmrtí | Období vlády od–do | Rodiče                                |
| ------- | --------- | -------------- | ------------------ | ------------------------------------- |
|         | Filip IV. | 1683–1746      | 1700–1713          | Ludvík Bourbonský Marie Anna Bavorská |

## Králové z rodurakouských Habsburků(1720–1734)
| Portrét | Jméno                       | Narození–úmrtí | Období vlády od–do | Rodiče                               |
| ------- | --------------------------- | -------------- | ------------------ | ------------------------------------ |
|         | Karel VI. (císař Karel VI.) | 1685–1740      | 1720–1734          | Leopold I. Eleonora Falcko-Neuburská |

## Králové zdynastie bourbonské(1734–1806)
| Portrét | Jméno         | Narození–úmrtí | Období vlády od–do | Rodiče                      |
| ------- | ------------- | -------------- | ------------------ | --------------------------- |
|         | Karel VII.    | 1716–1788      | 1735–1759          | Filip V. Alžběta Farnese    |
|         | Ferdinand IV. | 1751–1825      | 1759–1806          | Karel V. Marie Amálie Saská |

## Králové zdynastie Bonapartů(1806–1815)
| Portrét | Jméno         | Narození–úmrtí | Období vlády od–do | Rodiče                              |
| ------- | ------------- | -------------- | ------------------ | ----------------------------------- |
|         | Josef I.      | 1768–1844      | 1806–1808          | Karel Bonaparte Laetitia Ramolino   |
|         | Joachim Murat | 1767–1815      | 1808–1815          | Pierre Murat-Jordy Jeanne Loubières |

## Království obojí Sicílie (1816–1860), králové zdynastie bourbonské
V roce 1816 sjednotil poslední neapolský král Ferdinand IV. Království sicilské s Královstvím neapolským v Království obojí Sicílie.
| Portrét | Jméno         | Narození–úmrtí | Období vlády od–do | Rodiče                                           |
| ------- | ------------- | -------------- | ------------------ | ------------------------------------------------ |
|         | Ferdinand I.  | 1751–1825      | 1816–1825          | Karel V. Marie Amálie Saská                      |
|         | František I.  | 1777–1830      | 1825–1830          | Ferdinand I. Marie Karolína Habsbursko-Lotrinská |
|         | Ferdinand II. | 1810–1859      | 1830–1859          | František I. Maria Isabela Španělská             |
|         | František II. | 1836–1894      | 1859–1861          | Ferdinand II. Marie Kristýna Savojská            |

### Titulární králové po roce 1861
| Portrét | Jméno         | Narození–úmrtí | Období vlády od–do | Rodiče                                |
| ------- | ------------- | -------------- | ------------------ | ------------------------------------- |
|         | František II. | 1836–1894      | 1861–1894          | Ferdinand II. Marie Kristýna Savojská |